# جون سانفورد (سياسي)
جون سانفورد هو سياسي أمريكي، ولد في 3 يونيو 1803 في روكسبري في الولايات المتحدة، وتوفي في 4 أكتوبر 1857 في أمستردام في الولايات المتحدة. نشط حزبياً في الحزب الديمقراطي. وقد انتخب عضو مجلس النواب الأمريكي ‏.